# Mapi
Mapi (kinesiska: 马皮乡, 马皮) är en socken i Kina. Den ligger i den autonoma regionen Guangxi, i den södra delen av landet, omkring 210 kilometer öster om regionhuvudstaden Nanning. Antalet invånare är 37798. Befolkningen består av 18 392 kvinnor och 19 406 män. Barn under 15 år utgör 30 %, vuxna 15-64 år 61 %, och äldre över 65 år 7,0 %.
Genomsnittlig årsnederbörd är 2 243 millimeter. Den regnigaste månaden är maj, med i genomsnitt 363 mm nederbörd, och den torraste är oktober, med 38 mm nederbörd.